# Seznam australských fotografek
Toto je seznam fotografek, které se narodily v Austrálii nebo jejichž díla jsou s touto zemí úzce spjata.

## A
- Narelle Autio (* 1969), fotoreportérka působící nejprve v Evropě a USA, poté se v roce 1998 vrátila do Austrálie jako fotografka pro Sydney Morning Herald[1]

## B
- Sarah Bahbah (* ?), fotografická umělkyně, s velkou sledovaností Instagramového účtu
- Euphemia Eleanor Baker (aka Effie Baker; 1880–1968), fotografka australských květin a bahájské víry
- Jennie Boddingtonová (1922–2015), filmová režisérka, producentka a fotografka, první kurátorka fotografie v Národní galerii Victoria v Melbourne (1972–1994) a výzkumná pracovnice
- Polly Borland (* 1959), žije v Anglii, známá jak portréty slavných Australanů, tak několika sériemi stylizovaných portrétů
- Pat Brassington (* 1942), tasmánská fotografka a digitální umělkyně
- Kate Breakey (* 1957), vizuální umělkyně vytvářející velkoformátové ručně kolorované fotografie
- Harriet Brims (1864–1939), průkopnice komerční fotografie v Queenslandu
- Amelia Bunbury (1863–1958), fotografka aktivní v Západní Austrálii, díla publikuje v Western Mail
- Jane Burton (* 1966), fotografka se sídlem v Melbourne.[2]

## C
- Emily Florence Cazneau (asi 1861–1892), wellingtonská fotografka, matka Harolda, viz také seznam novozélandských fotografek
- Alex Cearns (* ?), fotografka zvířat
- Sarah Chinnery (1887–1970), fotografka a diaristka
- Peta Clancy (* 1970), fotografická umělkyně zkoumající historii kolonizace, skryté historie a historie prvních národů
- Suzanna Clarke (* 1961), viz seznam novozélandských fotografek
- Beverley Clifford (fl 1950s), magazine fotografka and photojournalist
- Christine Cornish (* 1946), fotografka, geometrické obrazy zaměřené na vnímání a znalosti
- Olive Cotton (1911–2003), modernistická fotografka pracující ve 30. a 40. letech v Sydney, dostávající provize od vydavatele Sidney Ure Smith
- Virginia Coventry (* 1942), fotografka protestů proti životnímu prostředí
- Brenda L Croft (* 1965), umělkyně, spisovatelka a kurátorka First Nations, která čerpá z rodinných a veřejných archivů a zkoumá domorodé historie a zkušenosti[3]

## D
- Edwin Daltonová (* asi 1800–1805), malířka portrétů a fotografka aktivní v letech 1818–1865
- Destiny Deaconová (1957–2024), fotografka domorodé kultury v Queenslandu[4]
- Lillian Dean (asi 1899–1980), fotografka na severním území a místní politička
- Maggie Diaz (1925–2016), americká fotografka, známá díky své sbírce Chicago Collection z 50. let
- Marian Drew (* 1960), fotografická umělkyně zkoumající situaci australské divočiny, krajiny, evropských vizuálních tradic a přírodního světa
- Rozalind Drummond (* 1956), postmodernism umělecká fotografka

## E
- Sandy Edwards (* 1948), dokumentární fotografka a kurátorka fotografie, známá svým osobním přístupem k dokumentu
- Mireille Eid (Astore) (* 1961), australská umělkyně a fotografka libanonského původu
- Odette England (* 1975)
- Joyce Evans (1929–2019) otevřela první komerční fotogalerii v Melbourne, později se věnovala portrétování a krajině, učila dějiny fotografie
- Samantha Everton, is a contemporary umělecká fotografka

## F
- Merilyn Fairskye (* 1950), fotografka, zkoumající vazby mezi technologií, komunitou a místem
- Anne Ferran (* 1949), fotografická umělkyně
- Sue Ford (1943–2009), slavná fotografka společenského života, známá svým osobním přístupem k předmětům[5]

## G
- Anne Geddes (* 1956), stylizované fotografie dětí publikované v knižní podobě nebo v kalendářích
- Juno Gemes (* 1944), Hungarian-Australian known for photography of aboriginals
- Heather George (1907–1983), komerční průmyslová, módní a outbacková fotografka a malířka
- Kate Geraghty (* 1973), fotoreportérka časopisu Sydney Morning Herald, věnovala se bombovým útokům na Bali v roce 2002 a invazi do Iráku v roce 2003

## H
- Liz Ham (* 1975), fotografka městského života, módy, hudby a politiky v Sydney, známá také díky knize Punk Girls[6]
- C. Moore Hardy (* 1955), fotografka se sídlem v Sydney, dokumentující Queer komunitu v Sydney od konce 70. let
- Ponch Hawkes (* 1946), fotografka v Melbourne
- Merris Hillard (* 1949), grafička a fotografka
- Ruth Hollick (1883–1977), portrétní a módní fotografka z Melbourne[7]
- Louisa Elizabeth How (1821–1893), první australská fotografka, jejíž díla přežila do současnosti

## J
- Carol Jerrems (1949–1980) zkoumala otázky sexuality, mládí, identity a smrti

## K
- Bronwyn Kidd (* 1969), módní, časopisová a portrétní fotografka
- Katrin Koenning (* 1978), německo-australská fotografka a fotožurnalistka

## L
- Leah King-Smith (* ?), fotografka a umělkyně digitálních médií
- Pamela Lofts, knižní ilustrátorka, fotografka, a umělkyně

## M
- Wendy McDougall (* 1961), fotografka a umělkyně se sídlem v NSW, pracuje jako kreativní a hudební fotografka, své práce vystavovala od roku 1984
- Ruth Maddison (* 1945) se zabývá tématy vztahů, komunit a rodin
- Alice Manfieldová (1878–1960), horská průvodkyně, amatérská přírodovědkyně, vlastník horské chaty, fotografka a feministka Viktoriánské Austrálie
- Barbara McGrady (* 1950), fotografka
- Margaret Michaelis-Sachsová (1902–1985), rakousko-australská fotografka, portrétistka, krajinářka v Barceloně a Krakově
- Alice Millsová (1870–1929) vlivná profesionální fotografka působící v letech 1900 až 1929, vybudovala si jméno mezi nejlepšími fotografy v Melbourne
- Jacqueline Mitelman (* 1968), portrait fotografka
- Tracey Moffatt (* 1960), zkoumá otázky sexuality, historie, reprezentace a rasy[8]
- May a Mina Mooreovy (May 1881–1931; Mina 1882–1957), australské portrétní fotografky[9]
- Hedda Morrison (1908–1991), viz seznam německých fotografek

## N
- June Newtonová (1923–2021), fotografovala pod pseudonymem Alice Springs

## P
- Polixeni Papapetrou (1960–2018), známá svou tematickou fotografickou sérií o totožnosti lidí
- Lillian Louisa Pitts (1872–1947), učitelka hudby a profesionální fotografka

## R
- Jacky Redgate (* 1955), sochařka, instalační umělkyně a fotografka
- Leonie Reisberg (* 1955), fotografka a kantorka
- Bronwyn Rennex, fotografka známá strašidelnými kyanotypiemi a portréty

## S
- Rebecca Shanahan (* ?), umělkyně a fotografka se sídlem ve městě New South Wales
- Rose Simmonds (1877–1960), britská fotografka z Queenslandu a členka piktorialistického hnutí[10]
- Alexia Sinclairová (* 1976), výtvarná fotografka
- Ruby Spowart (* 1928), fotografovala australské vnitrozemí v 80. a 90. letech
- Robyn Stacey (* 1952), fotografie camera obscura, evokující zátiší s využitím historických sbírek

## V
- Justine Varga (* 1984), fotografka, abstraktní práce využívající analogické procesy
- Beverley Veasey (* 1968), fotografka, umělkyně, zvířata a rostliny

## Z
- Anne Zahalka (* 1957), fotografická mediální umělkyně, narodila se židovské rakouské matce a českému katolickému otci[11] Věnuje se australské kultuře, genderovým rolím, volnočasové aktivitě a umělecké konvence.